# Rayanistes
Rayanistes — рід ремінгтоноцетидних китів із середньоеоценових родовищ Єгипту.

## Опис
Раяніст був здатний до великих силових ударів під час гребіння тазом. Більш відведена орієнтація стегнової кістки дозволила збільшити маневреність тазостегнового суглоба на відміну від Remingtonocetus. Відкриття Rayanistes є значущим, оскільки воно показує, що найпримітивніші непелагіцети китоподібні набули поширення за межами південного краю древнього моря Тетіс.